# Aeroportul Daniel Z. Romualdez
Aeroportul Daniel Z. Romualdez (IATA: TAC, ICAO: RPVA) este un aeroport din Tacloban, Eastern Visayas⁠(d), Filipine ce deservește zona Tacloban. Aeroportul a fost tranzitat în 2022 de 1.489.803 pasageri. A fost numit după Daniel Romuáldez⁠(d).
Situat la o altitudine de 3 m, aeroportul dispune de 1 pistă. Este operat de Civil Aviation Authority of the Philippines⁠(d).

## Infrastructură

### Piste
Aeroportul dispune de o singură pistă. Pista 18/36 are suprafața de asfalt și dimensiunile 2.138 m × 45 m. 